# (2501) Lohja
(2501) Lohja (1942 GD) – planetoida z pasa głównego asteroid okrążająca Słońce w ciągu 3,77 lat w średniej odległości 2,42 au. Odkryta 14 kwietnia 1942 roku.